# امیل فان د فلده
امیل فان د فلده (انگلیسی: Emile Van De Velde؛ ۱۹ ژوئن ۱۹۳۰ – ۷ مارس ۲۰۱۰) دوچرخه‌سوار اهل بلژیک بود.